# Oligia repetita
Oligia repetita là một loài bướm đêm trong họ Noctuidae.